# Fútbol Joven del Club Universidad de Chile
El Fútbol Joven del Club Universidad de Chile es la cantera o categorías inferiores del Club Universidad de Chile y actualmente participa en el Fútbol Joven de Chile de la Asociación Nacional de Fútbol Profesional.

## Historia
En 1940, el Club Universidad de Chile, dependiente entonces de la Universidad de Chile, enviaba representantes a los liceos de Santiago y los muchachos escolares, futuros universitarios, se prestaban a firmar por la «U». Así mismo, la propia casa de estudios se empezó a preocupar de impulsar el deporte entre los estudiantes, a través de su club deportivo, pese a las dificultades que tuvo para conseguirlo.
Ya en la década de 1950, los sectores directivos del club empezaron a vislumbrar que, como organización deportiva, la «U» tenía un rol social que cumplir, mediante un desarrollo integral: la Universidad de Chile no podía ser sólo un comprador y vendedor de jugadores, sino que educaría futbolistas, brindándoles asistencia social, médica y dental. Y dentro de este plan, en 1956, Luis Álamos se encargó de dirigir a todas las divisiones del club, incluido el primer equipo.

## Categorías

### Fútbol joven
- Sub-21
- Sub-18
- Sub-16
- Sub-15

### Fútbol infantil
- Sub-14
- Sub-13
- Sub-12
- Sub-11

### Fútbol escuela
- Sub-10
- Sub-9
- Sub-8

## Palmarés

### Títulos intra club
- Torneo Hexagonal de Escuelas Oficiales de la "U" Sub-12 (1): 2013.[3]
- Torneo Hexagonal de Escuelas Oficiales de la "U" Sub-13 (1): 2013.[3]

### Títulos nacionales
- Campeonato de Cadetes (1): 1942.[4]
- Categoría Cuarta División Especial (3): 1940,[5] 1965,[6] 1967.
- Categoría Juvenil (3): 1951,[7] 1952,[8] 1991.
- Categoría Juvenil "B" (1): 1972.
- Categoría Sub-20 (1): 2005.[9]
- Categoría Sub-19 (5): 1998,[10][11] 1999,[11] 2001,[12] 2003, Clausura 2016.[13]
- Categoría Sub-17 (4): 1996,[11] 1998,[10] Apertura 2015, Apertura 2017.[14]
- Categoría Sub-16 (4): 1998,[11] Apertura 2011,[15] Apertura 2015, Clausura 2017[16]
- Categoría Sub-15 (4): Apertura 2012,[17] Clausura 2013, Apertura 2015, Apertura 2018.[18]
- Categoría Sub-14 (6): 2007, Apertura 2011,[19] Apertura 2012,[20] Apertura 2013, Clausura 2014,[21] Clausura 2017[22]
- Categoría Sub-13 (6): 1994, 2009,[23] Clausura 2011,[24] 2013,[25] Apertura 2014.[26] Clausura 2017,[27]
- Categoría Sub-12 (5): 1989, 1990, 1992, 2013, 2017.
- Categoría Sub-11 (2): Apertura 2012,[28] 2016.[29]
- Categoría Sub-10 (1): 2013.
- Categoría Sub-9 (2): 2008,[30] Apertura 2009.[31]
- Categoría Sub-8 (1): 2013.
- Categoría 1ª Infantil (5): 1965,[6] 1967,[32] 1972,[33] 1978,[34] 1991.
- Categoría 2ª Infantil (3): 1965,[6] 1967,[32] 1972.
- Categoría 3ª Infantil (2): 1941,[35] 1992.
- Categoría 5ª Infantil (1): 1988.
- Copa Apertura Sub-16 (1): 1998.
- Copa Apertura Sub-15 (1): 1997.
- Copa Apertura Sub-13 (1): 1994.
- Copa Apertura Sub-12 (3): 1989, 1992, 1993.
- Copa Apertura 1ª Infantil (1): 1995.
- Copa Apertura 3ª Infantil (1): 1991.
- Copa de la Hispanidad de la Categoría 2ª Infantil (1): 1992
- Copa Chile Sub-15 (1): 2009.
- Copa Nike Sub-15 de Chile (1): 2011.[36]

#### Subcampeonatos
- Categoría Juvenil (4): 1965,[6] 1967,[32] 1993, 1996.
- Categoría Sub-19 (3): Clausura 2012,[37] Apertura 2014,[38] Clausura 2014.[39]
- Categoría Sub-18 (2): 2008,[30] Apertura 2011.
- Categoría Sub-17 (7): 2006, Clausura 2011, Apertura 2012, Apertura 2013, Clausura 2013, Apertura 2014,[40] Apertura 2018.[41]
- Categoría Sub-16 (1): 2008.[30]
- Categoría Sub-15 (7): 1997,[11] 2008, 2009,[42] Apertura 2011, Clausura 2012,[43] Apertura 2013. Clausura 2017[44]
- Categoría Sub-14 (3): Clausura 2012,[43] Apertura 2015, 2017.
- Categoría Sub-13 (3): Apertura 2011, Clausura 2012, Apertura 2018.
- Categoría Sub-12 (3): 1993, Clausura 2011, Clausura 2012, 2017.
- Categoría Sub-11 (3): 2005, Apertura 2011, Clausura 2017.
- Categoría Sub-10 (1): Apertura 2009.
- Categoría 1ª Infantil (2): 1992,[11] 1993.
- Categoría 3ª Infantil (1): 1991.
- Copa de Campeones de Chile Sub-19 (1): 2016.[45]
- Copa Danone Sub-12 de Chile (1): 2009.[46]
- Copa Nike Sub-15 de Chile (2): 2012, 2013.[47]

### Títulos nacionales amistosos
- Mundialito de la Universidad Austral de Chile Sub-15 (6):[48] ?, 1995,[49] 2001,[48] 2013,[50] 2014,[51] 2022.
- Santiago Cup (Chile) Sub-8 (1): 2012.[52]
- La Serena Cup Sub-16 (1): 2013.[53]
- Torneo de Fresia Sub-14 (1): 2018.[54]
- Maullín Cup Sub-15 (2): 2018,[55] 2019.
- Copa Archipiélago Las Guaitecas Sub-16 (1): 2018.
- Santiago Cup (Chile) Sub-11 (1): 2019.
- Copa Municipalidad de Panguipulli Sub-13 (1): 2019.
- Mundialito Voy Pa Quellón Sub-13 (1): 2019.
- Estación Cup Sub-15 (1): 2019.

#### Subcampeonatos
- Mundialito de la Universidad Austral de Chile Sub-15 (1): 2012.[56]
- Copa UC Sub-17 (1): 2012.[57]
- Santiago Cup Copa de Plata (Chile) Sub-18 (1): 2012.[52]
- Torneo de Verano Taltal Sub-16 (1): 2018.[58]
- Estación Cup Sub-17 (1): 2019.
- Copa El Sueño de Todos Sub-16 (1): 2020.

### Títulos internacionales amistosos
- Campeonato Internacional «Fair Play» de 3ª Infantil (1): 1991.
- Campeonato Internacional de Fútbol Infantil de 3ª Infantil (1): 1992.
- Campeonato Internacional de Fútbol Infantil de la Serie 1980 (1): 1994.
- Campeonato Internacional de Fútbol Infantil de la Serie 1981 (1): 1995.
- Copa Mundial de Clubes Nike Sub-14 de Sudamérica (1): 1996.[59]
- Clasificación Sudamericana a la Copa Mundial de Clubes Nike Sub-14 (1): 2001.[60]
- Copa Carranza de Mendoza Sub-15 (1): 2014.[61][62]
- Triangular Tri-Series de Qatar Sub-19 (1): 2016.[63]
- Torneo River Plate Sub-8 (1): 2017.[64]

#### Subcampeonatos
- Adidas Cup Sub-17 (1): 2016.[65]
- Triangular Tri-Series de Catar Sub-16 (1): 2016.[63]
- Mundialito GEPU Sub-12 (1): 2019.
- Copa CATA Internacional 107° Aniversario Independiente Rivadavia Sub-20 (1): 2020.